# Masters de Montecarlo 2006
El Masters de Montecarlo 2006 fue un torneo de tenis masculino jugado sobre tierra batida. Fue la 100.ª edición de este torneo. Se celebró entre el 17 y el 23 de abril de 2006.

## Campeones

### Individuales
Rafael Nadal vence a  Roger Federer, 6–2, 6–7(2–7), 6–3, 7–6(7–5).

### Dobles
Jonas Björkman /  Max Mirnyi vencen a  Fabrice Santoro /  Nenad Zimonjić, 6–2, 7–6(7–2).